# Adentro mío estoy bailando
Adentro mío estoy bailando s una pel·lícula del gènere dramàtic i fals documental argentina de 2023 escrita i dirigida per Leandro Koch i Paloma Schachmann.
La pel·lícula va ser seleccionada per a competir al 73è Festival Internacional de Cinema de Berlín en la secció  Encuentres. l seu torn va ser triada per a competir en la secció Horitzons Llatins en el Festival de Sant Sebastià 2023.

## Argument
Leandro és un frustrat fotògraf de bodes jueu sense cap d'interès per la religió de la seva família. Però quan s'enamora de Paloma, una clarinetista que toca klezmer, inventa un projecte documental sobre la música klezmer per a poder passar temps amb ella. La pel·lícula el porta per Europa de l'Est a la recerca de melodies klezmer perdudes que han estat salvaguardades pels romanís que van viure al costat dels jueus abans de la Segona Guerra Mundial.

## Repartiment
- Leandro Koch com si mateix
- Rebeca Yanover com si mateixa
- Cessar Lerner com si mateix
- Marcelo Moguilevsky com si mateix
- Bob Cohen com si mateix
- Ivan Popovych com si mateix
- Simkhe Nemet com si mateixa
- Vanya Lemen com si mateixa

## Premis i nominacions
| Premi/Festival de Cinema                | Data de l'esdeveniment                 | Categoria                                    | Nominat                    | Resultat  | Ref.  |
| --------------------------------------- | -------------------------------------- | -------------------------------------------- | -------------------------- | --------- | ----- |
| Festival de Berlín                      | 15 de febrer al 25 de febrer de 2023   | Trobades                                     | Adentro mío estoy bailando | Nominat   | [ 1 ] |
| Festival de Berlín                      | 15 de febrer al 25 de febrer de 2023   | Millor opera prima                           | Adentro mío estoy bailando | Guanyador |       |
| Festival de Mar del Plata               | 6 de novembre a 11 de novembre de 2023 | Competencia Argentina "Millor Llargmetratge" | Adentro mío estoy bailando | Guanyador | [ 3 ] |
| Premis Sur                              | 26 de agosto de 2024                   | Millor opera prima                           | Adentro mío estoy bailando | Nominat   | [ 4 ] |
| Premis Sur                              | 26 de agosto de 2024                   | Millor pel·lícula documental                 | Adentro mío estoy bailando | Nominat   | [ 4 ] |
| Premis Martín Fierro de Cinema i Sèries | 21 d’ octubre de 2024                  | Millor opera prima                           | Adentro mío estoy bailando | Nominat   | [ 5 ] |